# Districte de Sittwe
El districte de Sittwe (anteriorment districte d'Akyab) és una divisió administrativa de l'estat Rakhine de Myanmar. La capital és Sittwe (Akyab). Està format pels següents townships (àrea entorn d'una ciutat que n'és el centre administratiu):
- Sittwe
- Ponnagyun
- Mrauk-U
- Kyauktaw
- Minbya Township
- Myebon Township
- Pauktaw Township
- Rathedaung Township

Fou ocupat per general Morrison procedent de Chittagong el 1825 amb ajut d'una flotilla que venia de Kaladan; va atacar Myohaung o Vella Arakan i encara que els atacants foren rebutjats, poc després els birmans van evacuar la posició; al final de la guerra Arakan va passar als britànics (1826) i la regió d'Akyab va formar un districte de la divisió d'Arakan a la Baixa Birmània, dins la presidència de Bengala. La superfície era de 13.302 km². Limitava al nord amb el districte de Chittagong i amb el districte de Nothern Arakan i la serralada d'Arakan Yoma; al sud-est amb el districte de Kyaukpyu; i al sud i oest amb la badia de Bengala. La població era:
- 1872: 276.671
- 1881: 359.706
- 1891: 416.305
- 1901: 481.666

Estava format per quatre subdivisions i 9 townships (fins al 1906 només 8) que eren:
- Akyab
  - Akyab
  - Ponnagyun
  - Rathedaung (el 1906 es va partir en Rathedaung i Buthidaung que fou agregat a la subdivisió de Maundaw)
- Minbya
  - Minbya
  - Pauktaw
- Kyauktaw
  - Kyauktaw
  - Myohaung
- Maungdaw
  - Maungdaw
  - Buthidaung

La població era d'ampla majoria rakhine; seguien els birmans, i després tres pobles de les muntanyes: els kamis, els mros, i els xins. Altres minories eren els daingnets, els chaungthes i els thets.
Encara que en la Birmània independent la capital del districte podia ser anomenada Sittwe o Akyab, el districte es va dir Akyab fins al 1989 quan va canviar oficialment a districte de Sittwe.

## Arqueologia
Hi ha ruïnes interessants a Myohaung dels segles XV i XVI. A Mahamuni hi ha una pagoda que tenia una imatge de Buda que els birmans es van emportar el 1784 i van fixar a Amarapura i després va passar a la pagoda d'Arakan a Mandalay. És interessant també el far a l'illa Savage, a l'entrada del port d'Akyab (Sittwe) construït el 1842, i el de Oyster Island a 22 km.